# Elisavet Mystakidou
Elisavet Mystakidou (n. 14 august 1977, Giannitsa, Macedonia și Tracia⁠(d), Grecia) este o sportivă ce a reprezentat Grecia, medaliată olimpică. A participat la 2 ediții ale Jocurilor Olimpice (2004, 2008) în care a câștigat o medalie de argint.